# Lawinenauslösung durch Gasgemischzündung

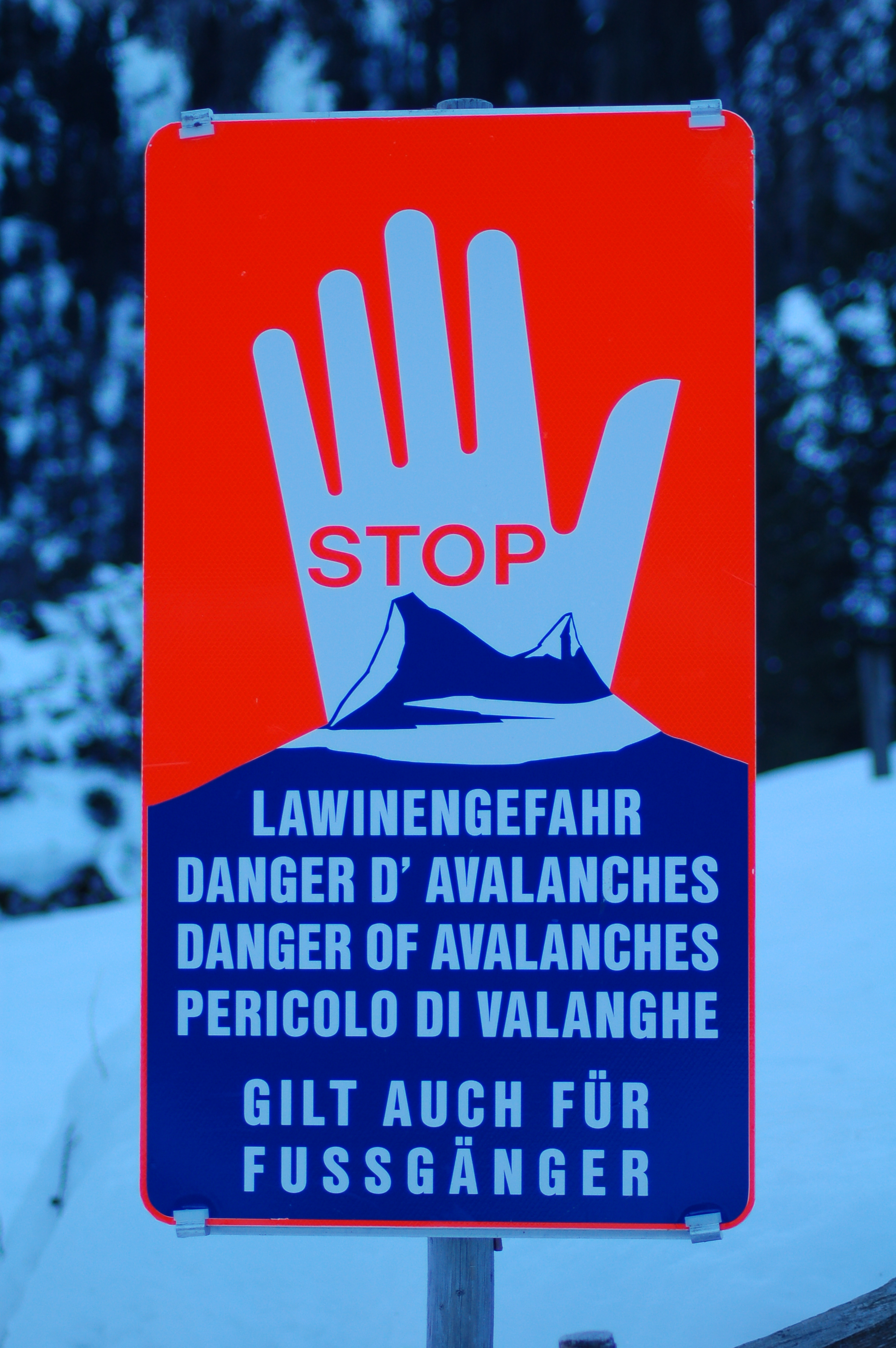
Lawinenwarnschild

Bei der Lawinenauslösung durch Gasgemischzündung wird mittels Zündung eines Gas-Sauerstoff-Gemisches ein Druck auf eine labile Schneedecke aufgebaut, um eine Lawine künstlich und kontrolliert auszulösen (siehe: Künstliche Lawinenauslösung). Lawinenauslösung durch Zündung eines Gasgemisches kann mittels dauerhafter installierter Einrichtungen oder mobil erfolgen. Durchwegs erfolgt die Zündung der Gasgemische ferngesteuert.

## Auslösewirkung
Die Zündung eines Gasgemisches erzielen je nach Gaskubatur und Gasgemisch ähnliche Wirkungen auf die Schneedecke wie Sprengstoff-Detonationen (siehe: Lawinenauslösung durch Sprengstoff). Durch den zusätzlichen Druck auf die labile Schneedecke soll durch eine Kettenreaktion der Abgang einer kleinen Lawine erreicht werden, bevor durch Schneeansammlungen eine große Lawine entstehen kann, die entsprechend unkontrolliert abgeht und unter Umständen großen Schaden anrichten kann.

## Auslösepunkthöhe
| Sprengpunkthöhe                                              | Ladungsart                   | Ladungsgröße | Radius / Wirkungszone [m] |
| ------------------------------------------------------------ | ---------------------------- | ------------ | ------------------------- |
| Überschneesprengung (ca. +3 bis 3,5 Meter)                   | Sprengstoff                  | 4 – 5 kg     | 120 – 130 Anm.1           |
| Überschneesprengung (ca. +1 Meter)                           | Sprengstoff                  | 1,5 – 2,5 kg | 60 – 70                   |
| Oberflächensprengung                                         | Sprengstoff                  | 4 – 5 kg     | 50 – 60                   |
| Oberflächensprengung                                         | Sprengstoff                  | 1,5 – 2,5 kg | 35 – 40                   |
| Auslösung mit Minenwerfer 12 cm (Schneeoberfläche)           | Sprengstoff                  | 3 kg         | 40                        |
| Auslösung mit Raketenrohr 80 (RAK) 8,3 cm (Schneeoberfläche) | Sprengstoff                  | 0,7 kg       | 20 – 25                   |
| Sprengung unter der Schneedecke                              | Sprengstoff                  | 1,5 – 3 kg   | 10                        |
| Überschneezündung                                            | Propangas-Sauerstoff-Gemisch | 0,8 m³       | 30                        |
| Überschneezündung                                            | Propangas-Sauerstoff-Gemisch | 1,5 m³       | 40                        |
| Überschneezündung                                            | Propangas-Sauerstoff-Gemisch | 3,0 m³       | 50                        |

Zum richtigen Zeitpunkt der Auslösung von Lawinen siehe: Künstliche Lawinenauslösung – Auslösezeitpunkt.

## Systeme
Es kann grundsätzlich zwischen dauerhaft installierten und mobilen Anlagen zur Lawinenauslösung durch Zündung von Gasgemischen unterschieden werden. Im Weiteren werden Beispiele von Unternehmen dargestellt, die in der Praxis Verwendung finden.

### Dauerhaft installierte Anlagen

#### Anlagen mit dauerhaft installierten Rohren

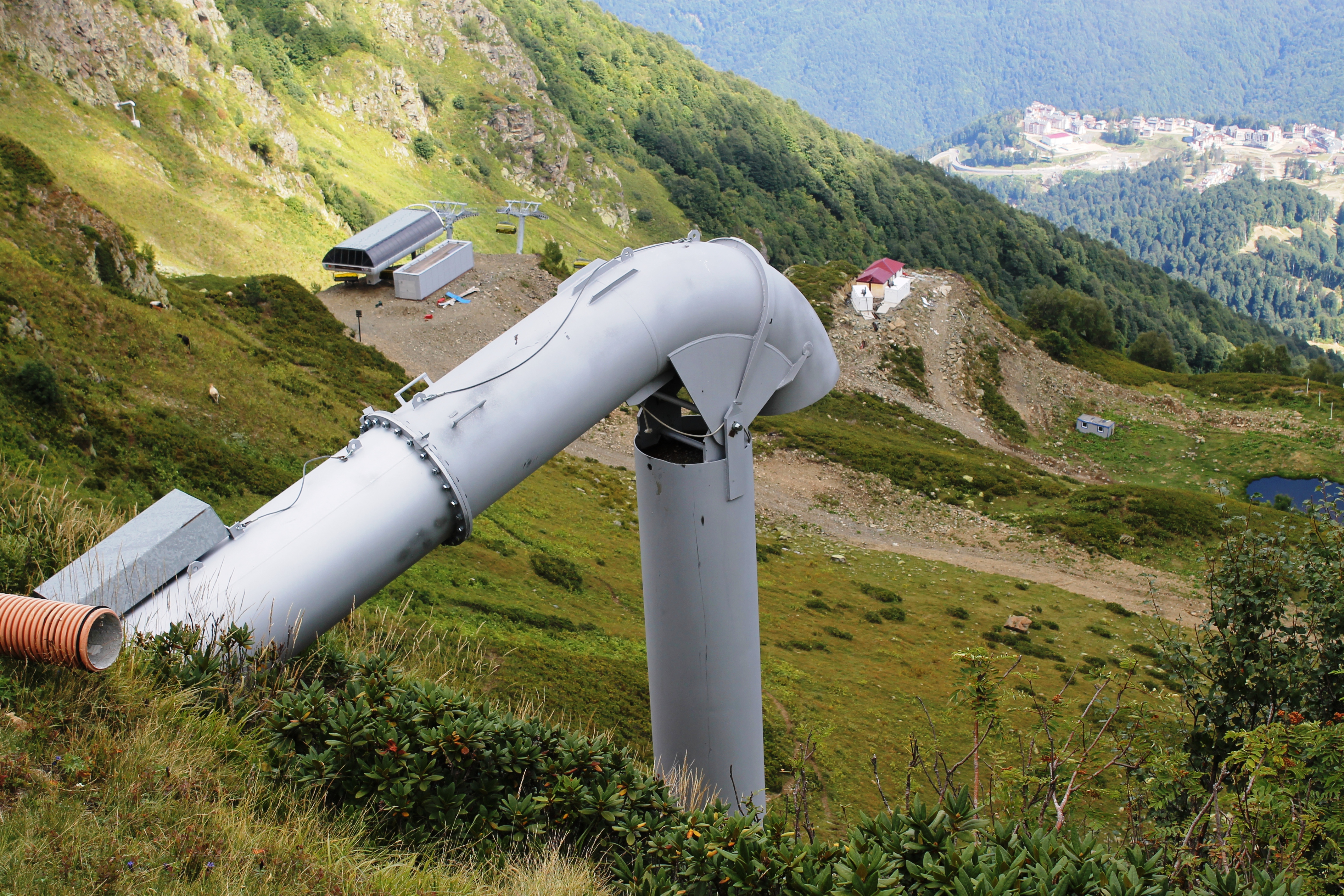
Gas-Ex-Anlage im Skigebiet Rosa Khutor in Krasnaya Polyana, Sochi, Russland

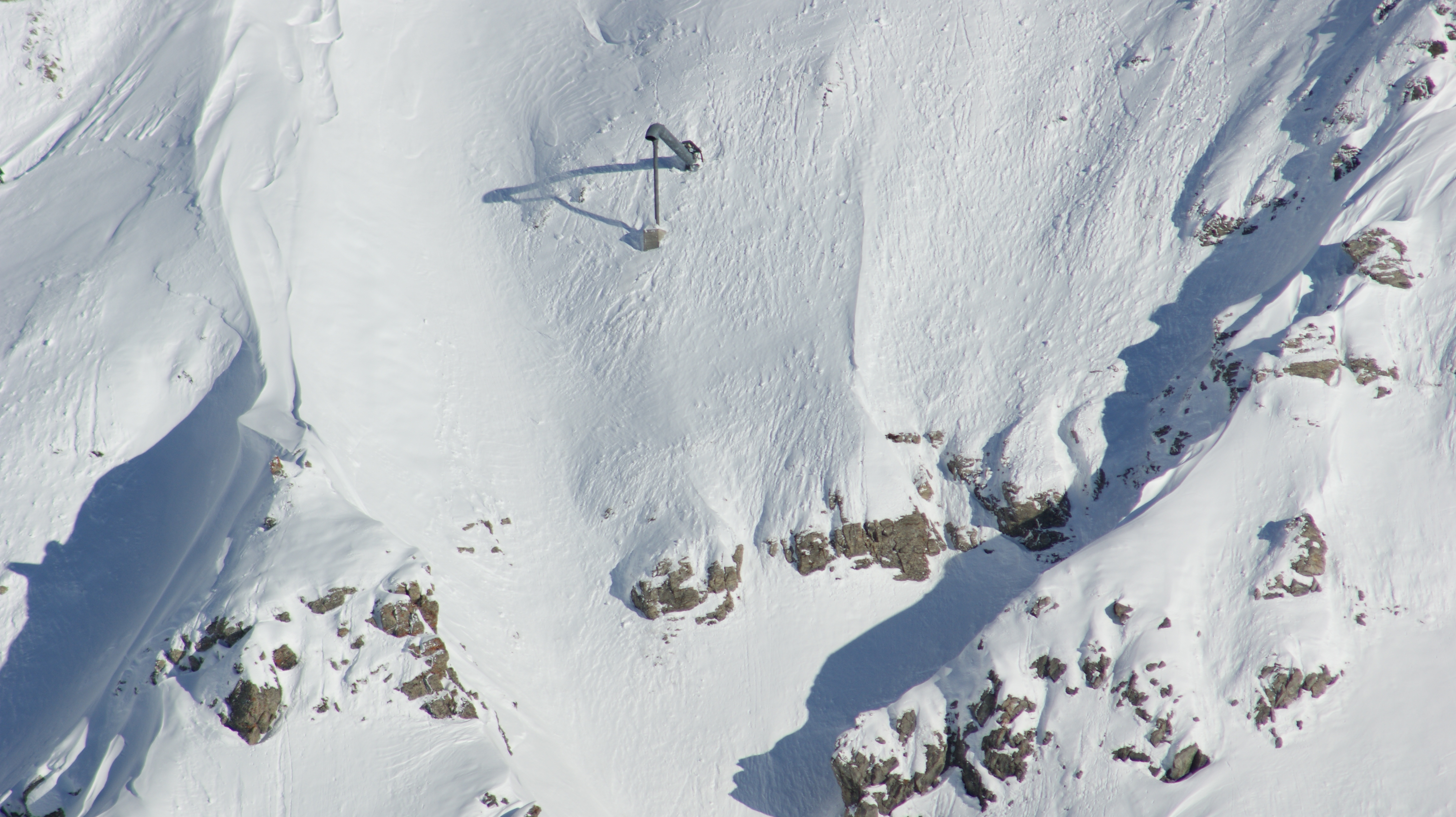
Schindler Kar in Klösterle, Vorarlberg, Österreich, mit Gas-Ex-Anlagen

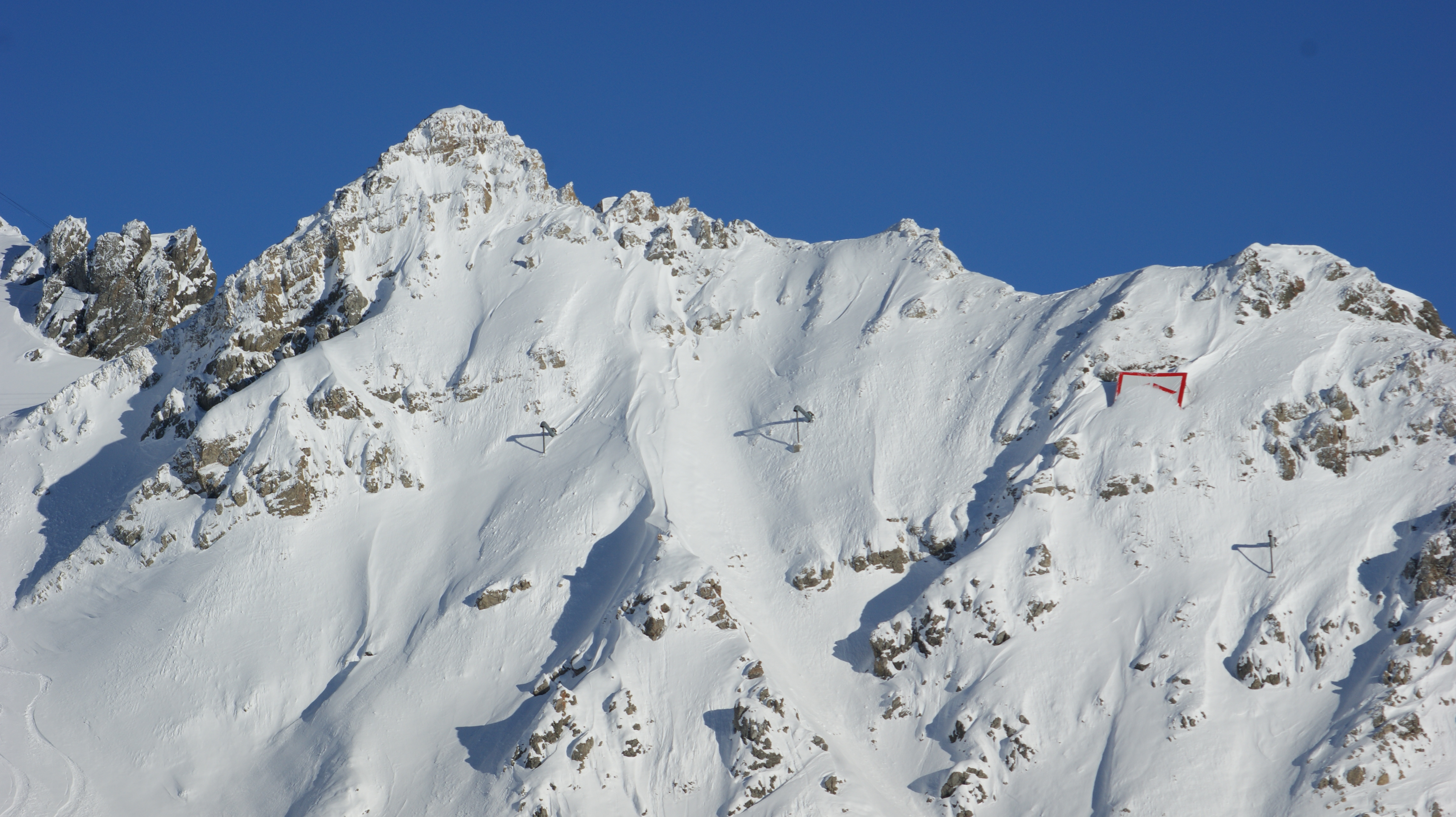
Schindler Kar in Klösterle, Vorarlberg, Österreich, mit Gas-Ex-Anlagen

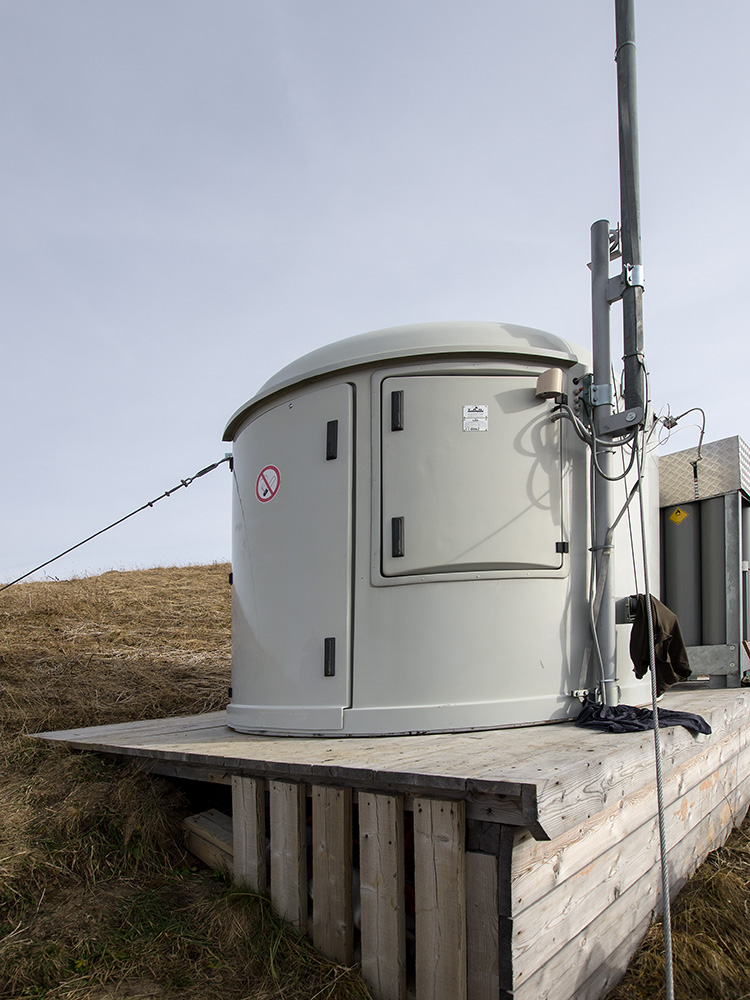
Gaszentral (Container) Typ Gasex

Anlagen mit fest am Berghang installierten Rohren und ferngesteuerter Auslösung erzeugen den Auslösedruck auf die Schneedecke mittels eines Propan-/ Sauerstoffgemisches (18 % : 82 %) in einem nach unten und vom Berghang weggewandten geöffneten Metallrohr (Zündrohr). Diese Zündrohre sind jeweils mit einer getrennten Gas- und Sauerstoffleitung mit einer Gaszentrale (auch: Container) verbunden und das explosionsfähige Gas-Sauerstoffgemisch wird erst im Zündrohr bei Bedarf gemischt und dann zur Zündung gebracht. Je nach Größe der Gaszentrale können bis zu zehn Zündrohre angeschlossen sein. Je Flaschengarnitur können bis zu 30 Zündungen erfolgen. Hersteller ist das Unternehmen: Technologie Alpine de Sécurité T.A.S.

##### Technische Daten

###### Zündrohr
Das am Hang installierte Zündrohr wird in mehreren Dimensionen angeboten, z. B. für 0,8 m³, 1,5 m³ oder 3 m³ Propangas/Sauerstoff-Gemisch. Alte Anlagen auch mit 4,5 m³. Die Zündrohre können auch in verschiedenen Farben geliefert werden.

###### Gaszentrale
Die am Berg in der Nähe der Zündrohre befindliche Gaszentrale (Container) enthält die Gasflaschen und Sauerstoffflaschen, die elektrische Steuerung und autarke Energieversorgung mit Solarmodulen, Batterien, Auslösesteuerung, Systemüberwachung, Seismometer, Wetterstation etc.

##### Systemvorteile
Das System wird seit 1988 unter dem Handelsnamen Gasex und Gasflex angeboten und seit 1989 installiert.
- Einfache Gaslagerung,
- keine Manipulation mit Sprengstoffen erforderlich,
- Installation und Verwendung auch an extrem schwer zugänglichen Orten möglich,
- Zündung oberhalb der Schneedecke, daher Druckwelle auf die Schneedecke,
- Vibration auf dem Gelände,
- keine Blindgänger,
- Fernzündung (Sicherheit für Bedienpersonal),
- einfache und kostengünstige Handhabung,
- Auslösung bei jeder Witterung möglich und kein Sichtkontakt erforderlich,
- Sehr kurze Auslösefolgen: 2 bis 3 Minuten Folgezeit je Zündung bei mehreren Rohren, ca. 15 Minuten Wartezeit, bei Zündung im selben Rohr.[9]

##### Bedienung und Auslösung
Die Bedienung der fest installierten Anlage erfordert keine besondere Zusatzausbildung, lediglich eine Einschulung.
Die Auslösung erfolgt meist durch eine Funkverbindung oder ein GSM-Netz bzw. GPRS-Verbindung und eine eigene Software aus dem Tal. Durch die Software wird der gesicherte Zugang, die dauerhafte Überwachung der Anlage, die Zündung und die Auslösung einer Lawine ermöglicht, mit einem Seismometer erfasst und von der Software dokumentiert.

##### Lebensdauer
Die Lebensdauer der Anlagen ist noch nicht ausreichend untersucht, soll aber jedenfalls mehr als 40 Jahre betragen. Von den seit 1989 installierten Anlagen seien noch alle in Betrieb.

##### Installierte Anlagen
Weltweit sollen 2013 rund 2150 Zündrohre installiert sein. Auswahl Installationsorte (Stand Januar 2010): Andorra: 42; Argentinien: 8; Österreich: 284; Kanada: 28; Chile: 49; Frankreich: 973; Deutschland: 11; Italien: 146; Japan: 11; Russland: 24; Slowenien: 3; Spanien: 46; Schweiz: 74; Türkei: 3; USA: 72.

#### O’Bellx

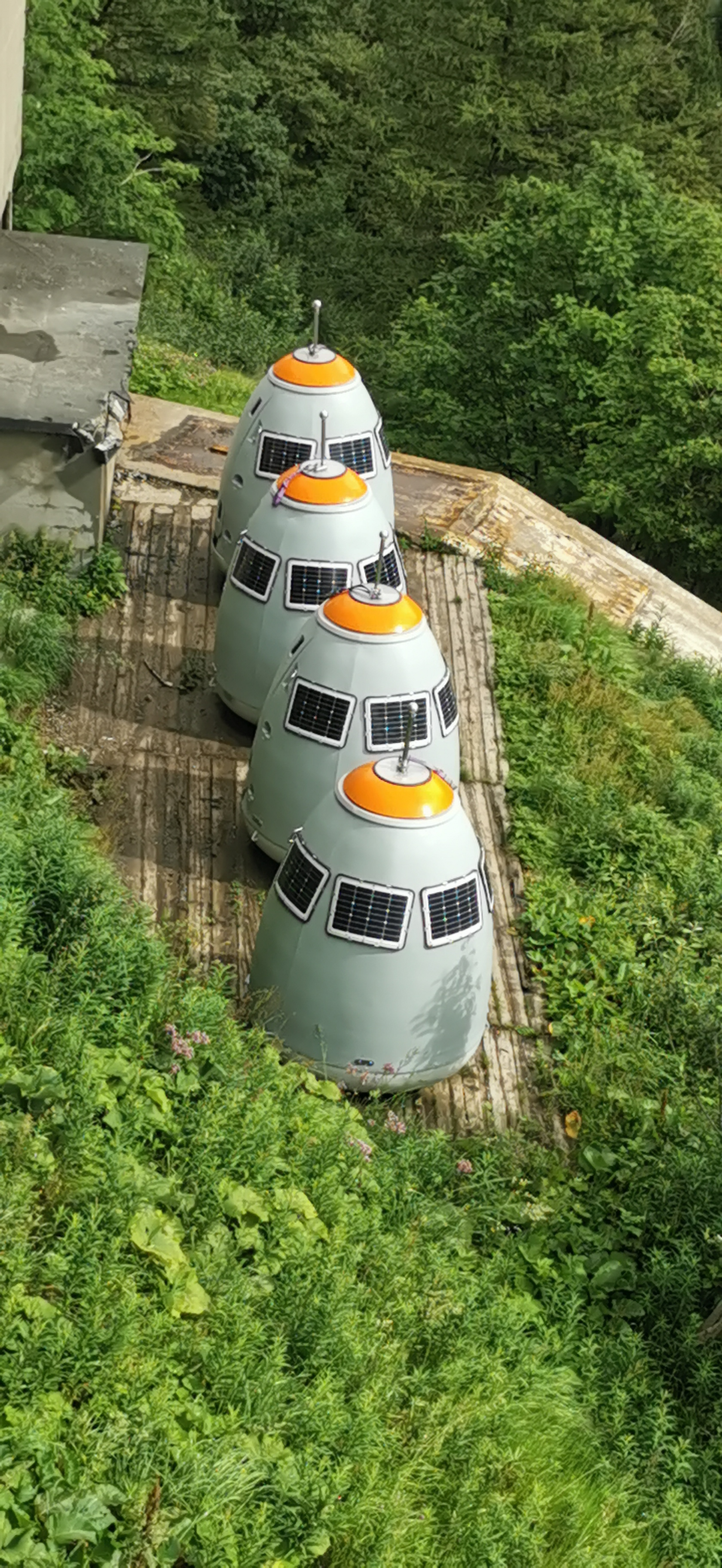
O’BELLX-Geräte (nicht positioniert)

O’Bellx ist eine stationär aufgestellte Anlage zur Erzeugung des notwendigen Gasdruckes zur Lawinenauslösung, bei der Gaszentrale und Zündeinheit in einem Gerät zusammengefasst sind. Das Gerät in Form eines Metallkonus samt Gasversorgungsflaschen wird auf einen im Gelände fix installierten, ca. 4 m hohen Mast mit einem Hubschrauber aufgesetzt, wobei hierzu kein Bodenpersonal erforderlich ist (ähnlich wie bei einigen Lawinensprengmasten).
Die Energieversorgung erfolgt autark über Photovoltaikmodule. Die Bedienung, Überwachung und Zündung werden vollautomatisch über Funk oder GSM gesteuert.
Im Gegensatz zu Anlagen mit Rohren kann dieses System ohne externe Versorgungscontainer und -leitungen betrieben werden. Mit einem Gerät sollen etwa 40 Auslösungen möglich sein, bis es ausgetauscht werden muss. Wiederbefüllung und Wartung erfolgen im Tal.
Die mobile Ausführung des gleichen Systems wird als Daisybell vermarktet (siehe unten).

#### AVALHEX
AVALHEX ist eine stationär aufgestellte Anlage zur Erzeugung des notwendigen Gasdruckes zur Lawinenauslösung, bei der Gaszentrale und Zündeinheit zusammengefasst sind und mit dem Gasgemisch befüllte Naturkautschuk-Ballons zur Zündung gebracht werden.
Das Gasgemisch besteht aus Wasserstoff und Sauerstoff (Knallgas) im Verhältnis 31 : 69.
In Frankreich, Savoyen, wurden 20 AVALHEX-Exploders installiert.

### Mobile Anlagen
Mobile Lawinenauslöseanlagen kommen dort zum Einsatz, wo sich eine fest installierte Anlage wirtschaftlich nicht trägt oder auf besondere Witterungsverhältnisse rasch regiert werden muss. Die hier beschriebenen mobilen Anlagen werden mit Hubschraubern zum Bestimmungsort geflogen und die Zündung der Anlage erfolgt auch am Hubschrauber hängend während eines Schwebeflugs (siehe: Lawinenauslösung mit dem Hubschrauber).
Die Vorteile der dauerhaft installierten Geräte zur Lawinenauslösung durch Zündung von Gasgemischen sind auch bei mobilen Geräte weitestgehend vorhanden.

#### Daisybell
Daisybell ist ein mobiles System für die Lawinenauslösung, bei dem sich eine etwa 600 kg schwere glockenförmige Einrichtung mit Gasflaschen an einem etwa 20 bis 25 Meter langen Seil unter dem Hubschrauber befindet und die Zündung des Wasserstoff-/Sauerstoff-Gasgemisches möglichst knapp über der Schneedecke erfolgt (ideal 0,5 bis 5 Meter). Die Distanz zwischen der glockenförmigen Einrichtung und der Schneedecke wird über Laserabstandsmessung erfasst und so die richtige Auslöseposition ermittelt und in den Hubschrauber gemeldet. Die Befüllung der Zündglocke mit dem Wasserstoff und Sauerstoff erfolgt erst vor dem unmittelbaren Einsatz vor Ort und wird, unmittelbar nachdem die Betriebsbereitschaft angezeigt wird, automatisch gezündet. Durch die entstehende Druckwelle kann eine Lawine ausgelöst werden.
Alle Arbeitsvorgänge werden vom Hubschrauber aus gesteuert. Zwischen der Freigabe und der Zündung liegen weniger als 10 Sekunden. Mit einer Einheit können etwa 50 bis 55 Auslösungen vorgenommen werden, wobei es keine Wartezeit zwischen zwei aufeinanderfolgenden Schüssen gibt. Die entstehende Druckkraft sei vergleichbar mit einem 0,8 m³ Gazex-Zündrohr.

#### Avalanche Blast
Avalanche Blast ist ein mobiles System für die Lawinenauslösung, bei dem sich eine 550 kg schwere Einrichtung mit Gasflaschen an einem Seil unterhalb des Hubschraubers befindet. In dieser Einrichtung wird durch ein Wasserstoff-/Sauerstoff-Gemisch ein Latex-Ballon mit einem Durchmesser von etwa 1,2 bis 1,6 Meter aufgeblasen und gezündet. Die Zündung des Wasserstoff-/Sauerstoff-Gasgemisches erfolgt möglichst knapp über der Schneedecke (0,5 bis 3 Meter). Durch die entstehende Druckwelle nach der Zündung des Gasgemisches kann eine Lawine ausgelöst werden. Es können bis zu elf Zündungen hintereinander durchgeführt werden.
Das System wurde von Werner Greipl als Prototyp und von der Firma Elikos in Gröden im Winter 2003/2004 zur Serienreife gebracht.

## Einsatz
Einsatzmöglichkeit aller dauerhaft installierten Systeme ist auch bei schlechter Sicht und bei Dunkelheit gegeben. Für den Einsatz der Geräte ist in Österreich keine Sprengbefugtengenehmigung erforderlich. Mobile Anlagen können in der Regel nur bei guter Sicht eingesetzt werden.

## Detektion
Ob die Zündung und der Erfolg der Auslösung der Lawine eingetreten ist, wird jeweils bei dauerhaft installierten Geräten von einem im Gerät eingebauten Geophon oder Mikrophon gemessen und angezeigt. Bei mobilen Anlagen erfolgt eine Sichtkontrolle, ob eine Lawine abgegangen ist oder nicht.